# دانيال بارلاسر
دانيال بارلاسر (مواليد 18 يناير 1997) هو لاعب كرة قدم إنجليزي يلعب في مركز خط الوسط في نادي روذرهام يونايتد.

## وصلات خارجية
- دانيال بارلاسر على موقع قاعدة بيانات كرة القدم.إي يو (الإنجليزية)
- دانيال بارلاسر على موقع Soccerbase.com (لاعب) (الإنجليزية)
- دانيال بارلاسر على موقع Soccerway.com (الإنجليزية)
- دانيال بارلاسر على موقع عالم كرة القدم.نت (الإنجليزية)
- دانيال بارلاسر على موقع AS.com (الإسبانية)